# وروتلیویلن
وروتلیویلن (به لاتین: Varuttalaivilan) یک منطقهٔ مسکونی در سری‌لانکا است که در استان شمالی (سری‌لانکا) واقع شده‌است.